# Bartolomeo Ruspoli

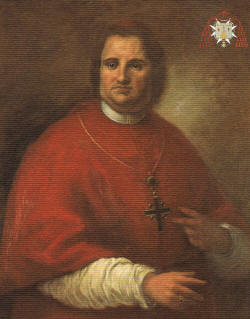
Bartolomeo Kardinal Ruspoli

Bartolomeo Ruspoli (* 25. August 1697 in Rom; † 21. Mai 1741 in Vignanello) war ein italienischer Kardinal der Römischen Kirche.

## Leben
Er war der Sohn von Francesco Maria Marescotti Ruspoli, erster Fürst von Cerveteri, und Isabella Cesi. Mütterlicherseits war er ein Großneffe des Papstes Innozenz XIII. sowie des Kardinals Bernardo Maria Conti.
Als Apostolischer Protonotar trat er 1718 in den Dienst der Kurie. Er war Ritter des Malteserordens. Das Kardinalskollegium erwählte ihn zum Gouverneur des Konklaves von 1721. Innozenz XIII. ernannte ihn 1721 zum Sekretär der Memorialen. 1724 zum Sekretär der Propaganda fide ernannt, empfing er am 26. Juni 1725 die niederen Weihen. Unzufrieden mit der Lage in Rom, verließ er die Stadt 1728 und seine Position blieb de facto vakant.
Im Konsistorium vom 2. Oktober 1730 erhob ihn Papst Clemens XII. zur Kardinalswürde. Am 5. Oktober desselben Jahres erhielt Bartolomeo Ruspoli den Kardinalshut und am 22. November 1730 wurde er als Kardinaldiakon der Titeldiakonie Santi Cosma e Damiano installiert. Mit päpstlicher Dispens vom 14. Dezember 1730 empfing Kardinal Ruspoli die Diakonen- und die Priesterweihe an demselben Tag. 1731 wurde er Großprior von Rom des Malteserordens. Er nahm am Konklave 1740 teil, das in der Wahl von Benedikt XIV. zum Summus Pontifex mündete.
Bartolomeo Ruspoli starb nach längerer Krankheit am 21. Mai 1741 gegen 9 Uhr abends im Palazzo Ruspoli in Vignanello. Zunächst wurde er in der dortigen Kollegiatkirche beigesetzt, seinem letzten Willen folgend wurde sein Leichnam in die Kapuzinerkirche Santa Maria Immacolata a Via Veneto in Rom überführt.